# Austranema colesi
Austranema colesi är en rundmaskart som först beskrevs av John Inglis 1969.  Austranema colesi ingår i släktet Austranema och familjen Chromadoridae. Inga underarter finns listade i Catalogue of Life.